# Blue Rodeo
I Blue Rodeo sono un gruppo country rock canadese formatosi nel 1984. Dal loro esordio hanno firmato con la Warner Music con cui hanno pubblicato 13 in studio, 3 dal vivo ed una raccolta.

## Storia
Il gruppo è composto da Jim Cuddy (chitarra e voce), Greg Keelor (chitarra e voce), Bazil Donovan (basso) (membri fondatori), Glenn Milchem (batteria), Bob Egan (polistrumentista ex Wilco, Michael Boguski (tastiere) ed un terzo chitarrista Colin Cripps.
Sono tra i più conosciuti gruppi canadesi, i loro album hanno venduto oltre tre milioni di copie. Nel 2010 sono stati introdotti nel Canada's Walk of Fame, hanno vinto 11 Juno Award di cui 5 come gruppo dell'anno.

## Formazione

### Formazione attuale
- Jim Cuddy
- Bazil Donovan
- Greg Keelor
- Glenn Milchem
- Bob Egan
- Mike Boguski
- Colin Cripps

### Ex componenti
- Cleave Anderson
- Bob Wiseman
- Mark French
- Kim Deschamps
- James Gray
- Bob Packwood

## Discografia

### Album in studio
- 1987: Outskirts
- 1989: Diamond Mine
- 1990: Casino
- 1992: Lost Together
- 1993: Five Days in July
- 1995: Nowhere to Here
- 1997: Tremolo
- 2000: The Days in Between
- 2002: Palace of Gold
- 2005: Are You Ready
- 2007: Small Miracles
- 2009: The Things We Left Behind
- 2013: In Our Nature''

### Album dal vivo
- 1999: Just Like a Vacation
- 2006: Blue Rodeo Live in Stratford
- 2008: Blue Road

### Raccolte
- 2001: Greatest Hits, Vol. 1